# Piperazin
Piperazin är en cyklisk kolväteförening som består av en ring med fyra kolatomer och två kväveatomer. Piperazin har fått sitt namn på grund av sin likhet med piperidin som finns i bland annat svartpeppar. Piperazin finns i eldmyrans gift.

## Egenskaper
Piperazin fungerar som agonist på vissa isomerer av signalsubstansen 4-aminobutansyra. Det gör att piperazin kan förlama maskar och andra parasiter. Piperazin påverkar inte ryggradsdjur eftersom deras aminobutansyra har en annan isoform.

## Användning
Piperazin ingår i antidepressiva läkemedel och antihistaminer, men även i vissa droger och i avlusningsmedel och avmaskningsmedel till djur.